# 2019年6月逝世人物列表
2019年逝世人物列表：1月 - 2月 - 3月 - 4月 - 5月 - 6月 - 7月 - 8月 - 9月 - 10月 - 11月 - 12月
2019年6月逝世人物列表，是用于汇总2019年6月期间逝世人物的列表。

## 依日期排序

### 30日
- 莫米尔·布拉托维奇，62岁，黑山政治人物，黑山共和国第一任总统（1990年－1998年）。[1][2][2][3]
- 米切爾·費根鮑姆（英語：Mitchell Feigenbaum），74岁，美国数学物理学家。[4][5]
- 莫尔迪略（西班牙語：Guillermo Mordillo），86岁，阿根廷漫畫家。[6]
- 叶元章，97岁，中国学者，宁波大学教授。[7]
- 鄔幸恩，29歲，香港文員，香港反修例運動时在中環國際金融中心商場跳楼自杀。[8][9]

### 29日
- 全美善（韓語：전미선），48歲，韓國女演員，上吊自殺[10][11][12]。
- 蓋瑞·鄧肯（英语：Gary Duncan），72歲，美國搖滾吉他手，為舊金山灣區迷幻搖滾樂團水銀使者（英语：Quicksilver Messenger Service）的成員。因癲癇引起的窒息死亡。[13]
- 孙忠良，82岁，中国毫米波技术专家，东南大学教授，中国工程院院士。[14]
- 杨祖炎，87岁，中国政治人物，原湖北省财贸办公室主任、党组书记。[15]
- 梁建国，99岁，中国政治人物，原江西省顾问委员会常委、秘书长，中共江西省纪委原副书记。[16]
- 国光，99岁，中国军事人物，原北京军区后勤部顾问。[17]
- 盧曉欣， 21歲，香港学生，香港反修例運動时在粉嶺嘉福邨福泰樓跳楼自杀。[18]

### 27日
- 杨智，102岁，中国政治人物，原西藏自治区驻成都办事处党委副书记、主任。[19]
- 李珂，90岁，中国政治人物，鹰潭市人大常委会原党组书记、主任。[20]
- 刘东涛，100岁，中国政治人物，原江西省政协常委、中共江西省委组织部原副部长。[21]
- 虞浦帆，95岁，中国科学家，中国计算机学会名誉理事。[22]
- 蒋崇璟，103岁，中国教育人物，电子科技大学原党委书记。[23]
- 王林云，53岁，中国政治人物，赣州市人大常委会主任、党组书记。[24]
- 童道明，82岁，中国翻译家、戏剧评论家。[25]
- 哈特穆特·尼克尔（德語：Hartmut Nickel），74岁，德国奥运冰球运动员。[26]
- 海那·史基治（Hella Sketchy），18歲，美國饒舌歌手。藥物過量引致昏迷逝世。

### 26日
- 王大賓，77岁，文化大革命时期北京造反派五大領袖之一。[27]
- 高岛忠夫（日語：高島 忠夫），88歲，日本演員、節目主持人。[28]
- 安德烈·尼古拉耶维奇·萨哈罗夫（俄語：Андрей Николаевич Сахаров），89岁，俄罗斯历史学家。[29]
- 哈拉兰博斯·霍利季斯（希臘語：Χαράλαμπος Χολίδης），62岁，希腊摔跤运动员。[30]
- 雪晴，49歲，香港女性漫畫家。病逝。[31]

### 25日
- 徐中玉，104岁，中国教育家、文艺理论家、华东师范大学教授。[32]
- 李伦，92岁，中国人民解放军中将，开国上将李克农之子。[33]
- 张福权，90岁，中国官员，原黑龙江省广播电视厅党组书记、厅长、总编辑、黑龙江人民广播电台台长、黑龙江电视台台长。[34]
- 刘镜兰，84岁，中国政治人物，广西壮族自治区柳州市政协原副主席。[35]

### 24日
- 郑小山，82岁，中国相声演员。[36]
- 乌国庆，82岁，中国刑侦专家。[37]
- 约尔格·施蒂布纳（德語：Jörg Stübner），53岁，德国足球运动员。[38]
- 阿薩米紐·齊格（Asaminew Tsige），衣索比亞軍事將領，發動政變未遂，被政府軍擊斃。[39]
- 德斯蒙德·阿莫法（英語：Desmond Amofah），29歲，化名Etika，美國YouTuber與實況主，跳河自殺（遺體發現日期）[40]。

### 23日
- 李树家，97岁，中国政治人物，原江西省人大常委会政法委员会主任委员、中共江西省委组织部原副部长、原江西省人事局局长。[41]
- 王磊，50岁，中国医学家，中山大学附属第六医院副院长、结直肠肛门外科三区主任，教授。[42]
- 戴夫·巴塞洛繆（英语：Dave Bartholomew），100歲，非裔美國紐奧良R&B、爵士與摇滚音樂家、詞曲作家與唱片製作人。心搏停止。[43][44]
- 扎尔科·瓦拉伊奇，67岁，塞尔维亚篮球运动员。[45]
- 费尔南多·罗尔丹（西班牙語：Fernando Roldán），97岁，智利足球运动员。[46]
- 梅巴魯·克貝德（Megbaru Kebede），衣索比亞阿姆哈拉州總檢察長，在政變陰謀中傷重不治[47]。
- 史蒂芬妮·妮茲尼克（Stephanie Niznik），52歲，美國女演員。[48]

### 22日
- 王广才，89岁，中国政治人物，浙江省气象局原副局长、党组副书记。[49]
- 米格尔·安赫尔·法拉斯卡（西班牙語：Miguel Ángel Falasca），46岁，阿根廷裔西班牙排球运动员、教练。[50]
- 康塞普西翁·帕雷德斯（西班牙語：Concepción Paredes），48岁，西班牙田径运动员。[51]
- 傑瑞·卡利根（英语：Jerry Carrigan），75歲，美國錄音室鼓手，為馬斯爾肖爾斯節奏聲部樂團（英语：Muscle Shoals Rhythm Section）的成員。[52]
- 兹德涅克·雷姆萨（捷克語：Zdeněk Remsa），90岁，捷克斯洛伐克跳台滑雪运动员。[53]
- 2019年埃塞俄比亞政變未遂[39][54]：
  - 阿姆巴切夫·梅孔嫩（英语：Ambachew Mekonnen），阿姆哈拉州州長。
  - 埃澤茲·瓦西埃（Ezez Wasie），阿姆哈拉州州長顧問。
  - 吉召·阿貝拉（英语：Gizae Aberra）（Gezai Abera），衣索比亞退役將領。
  - 塞拉·梅孔嫩（英语：Se'are Mekonnen）（Seare Mekonnen），衣索比亞參謀總長。

### 21日
- 季米特里斯·赫里斯托菲亚斯（希臘語：Δημήτρης Χριστόφιας），72岁，塞浦路斯总统（2008年–2013年）。[55]
- 艾略特·羅伯茲（英语：Elliot Roberts），76歲，美國音樂經紀人，與加拿大搖滾歌手尼爾·楊有過15年的合作。[56]

### 20日
- 吉诺·帕斯夸洛托（義大利語：Gino Pasqualotto），63岁，意大利冰球运动员。[57]
- 吉米·里尔登（英語：Jimmy Reardon），93岁，爱尔兰短跑运动员。[58]
- 格拉尔德·梅斯伦德（德語：Gerald Messlender），57岁，奥地利足球运动员。[59]
- 鲁文·苏涅（西班牙語：Rubén Suñé），72岁，阿根廷足球运动员。[60]
- 陳世憲，54岁，台灣油商，自殺。[61][62]
- 黃心強，60歲，中国政治人物，廣東茂名市政協主席、黨組書記，在湛江赤坎海邊被發現溺亡。[63]

### 19日
- 彭小莲，65岁，中国大陆电影导演、编剧和作家，因病去世。[64]
- 苏惠渔，85岁，中国法学家、华东政法大学功勋教授。[65]
- 余巧云，88岁，中国秦腔表演艺术家、国家级非物质文化遗产项目秦腔代表性传承人、秦腔“余派”创始人。[66]
- 列昂尼德·扎米亚京（俄語：Леонид Замятин），93岁，苏联外交官。[67]
- 诺曼·斯通（英語：Norman Stone），78岁，英国历史学家。[68]
- 菲利比·扎德（Philippe Zdar），52歲，法國電音舞曲鬼才製作人、 French house天團Cassius成員。在巴黎墮樓身亡。[69]

### 18日
- 李进祥，51岁，中国作家，宁夏回族自治区作家协会副主席。[70]
- 艾振莹，75岁，中国政治人物，乌海市人大常委会原副主任。[71]
- 卢德义，98岁，中国军事人物，原南疆军区顾问。[72]
- 江明學，57岁，台灣資深歌手，上吊輕生（遺體發現日）。[73]
- 楊宿智，61岁，台灣企業家，飛特立航空董事長，航空事故身亡。[74][75]
- 瑪麗亞·朱塞帕·羅布奇，116岁，義大利人瑞，歐洲最年長人瑞，原在世排名第二長壽。[76]

### 17日
- 孔祥复，76岁，中国医学家，中国人民解放军陆军军医大学教授，中国科学院院士。[77]
- 陈志让（英語：Jerome Chen），99岁，加拿大华裔汉学家和历史学家。[78]
- 菲利普·杰尼索维奇·博布科夫（俄語：Филипп Денисович Бобков），93岁，苏联政治活动家。[79]
- 穆罕默德·穆尔西（阿拉伯語：محمد مرسي），67岁，埃及前总统（2012-2013），心脏病发作[80]。
- 歌莉亞·范德比爾特（英語：Gloria Vanderbilt），95岁，美国社交名流。[81]
- 黄文秀，30岁，中国人物，广西壮族自治区百色市乐业县新化镇百坭村第一书记。[82][83]

### 16日
- 冯传汉，105岁，中国骨科学家、医学教育家、北京大学人民医院原院长，教授。[84]
- 吴钰璋，79岁，中国京剧表演艺术家、国家京剧院花脸演员。[85]
- 凯利·科尔曼（英語：Kelly Coleman），80岁，美国篮球运动员。[86]
- 克泰莱什·伊丽莎白（匈牙利語：Köteles Erzsébet），94岁，匈牙利体操运动员。[87]
- 第14代沈壽官（日語：第14代沈壽官），92歲，本名「大迫惠吉」（大迫 恵吉），日本薩摩燒陶藝家。[88]

### 15日
- 郑珉中，95岁，中国古琴专家，故宮博物院研究員，國家級非物質文化遺產（古琴項目）代表性傳承人。[89]
- 法蘭高·齊費里尼（義大利語：Franco Zeffirelli），96歲，義大利電影及歌劇導演、政治家。[90]
- 梁凌，35歲，香港社運人士，參與「反送中」運動期間墮樓。[91]

### 14日
- 宁滨，60岁，中国控制系统工程专家，中国工程院院士、北京交通大学原校长，死於交通事故。[92]
- 梅墨生，59岁，中国书画艺术家、学者、太极拳家。[93]
- 李俊杰，84岁，中国天主教人物，天主教呼和浩特教区神父。[94]
- 罗杰·贝泰耶，97歲，法國航空工程師，空中客车创始人之一。[95]

### 13日
- 埃迪特·冈萨雷斯（西班牙語：Edith González），54歲，墨西哥演員和舞蹈家，死於卵巢癌。[96]
- 谢雷夫·哈斯（土耳其語：Şeref Has），82岁，土耳其足球运动员。[97]
- 伊日·波斯皮希尔（捷克語：Jiří Pospíšil），68岁，捷克篮球运动员。[98]
- 林清忠（筆名林放），68歲，馬來西亞資深報人，前《新明日報》新聞編輯及主筆。[99]
- 吴威德，泰国外交官，泰国驻成都总领事。[100]
- 石田信之（日語：石田 信之），68岁，日本演員。死於大腸癌。[101]

### 12日
- 西爾維婭·邁爾斯（英语：Sylvia Miles），94歲，美國演員。[102]
- 伊戈尔·索洛波夫（俄語：Игорь Солопов），58岁，爱沙尼亚乒乓球运动员。[103]
- 張立義，90歲，中華民國空軍黑貓中隊前飛行員，曾駕駛U-2執行偵照任務。[104]
- 張蕙芬，58歲，台灣出版工作者，大樹文化總編輯、自然科普類叢書開創者，死於肺癌。[105]
- 邓志修，98岁，中国官员，原安徽省农林局副局长，省农林科学院副院长，省水产局副局长。[106]
- 李荣光，80岁，中国花鸟画大家、美术教育家，古琴研究家、演奏家，鲁迅美术学院教授。[107]

### 11日
- 柏井正樹（日語：柏井 正樹），58歲，日本網球運動員、教練，職業選手錦織圭的啟蒙教練。[108]
- 潘志文，61歲，香港前區議員，死於腦中風。[109]
- 林清泉，65岁，中国金融学家，中国人民大学财政金融学院教授。[110]
- 张玉岭，73岁，中国政治人物，内蒙古日报社原党委书记、社长。[111]
- 马丁·费尔德斯坦（英語：Martin Feldstein），79岁，美国经济学家。[112]
- 伊万·德尔萨特（法語：Yvan Delsarte），90岁，比利时篮球运动员。[113]

### 10日
- 吉里什·卡纳德（英语：Girish Karnad），81歲，印度製片人、編劇、導演和演員，死於多重器官衰竭。[114][115][116][117]
- 王军，78岁，中国企業家，中信集团董事长。已故前中華人民共和國副主席王震之子。[118]
- 杨阳，45岁，中国男高音歌唱家，因抑郁症坠楼离世。[119]
- 郝运，94岁，中国法语翻译家。[120]
- 张守让，95岁，中国政治人物，原重庆市市中区工业局局长。[121]
- 傅荣光，94岁，中国政治人物，原四川省万县地委统战部副部长。[122]
- 李姬镐（韓語：이희호），96岁，韩国女权运动活动家和社会活动家，韩国前总统金大中的遗孀[123]。
- 章民強，99岁，台灣企業家，太平洋建設創辦人。[124]
- 派翠克·孟尼克（英语：Patrick Munnik），44歲，ARPG遊戲《地平線 零之曙光》資深製作人。[125]
- 藤本讓（日語：藤本 譲），83歲，日本男性聲優，代表配音人物《妙手小廚師》味皇〈村田源二郎〉，死於心臟衰竭。[126]
- 安德鲁·奥尼尔（英語：Andrew O'Neil），47岁，美國蓝点游戏创始人，代表作品《神秘海域：德雷克合集》、《泰坦天降》。[127]
- 隆托什·拉斯洛（匈牙利語：Lantos László），80岁，匈牙利游泳运动员。[128]
- 洪太山，97歲，臺灣前棒球選手，時任高雄市棒球委員會任顧問，2019年入選第6屆台灣棒球名人堂《競技類名人》。[129][130]

### 9日
- 馬如龍（本名黃政雄），80歲，臺灣演員。以電影《海角七號》中的洪國榮一角及《艋舺》中的Geta角色聞名。死於肺腺癌。[131]
- 王振鵠，94歲，台灣圖書館學家，曾任國立中央圖書館館長，並於台灣師範大學、台灣大學任教。[132]
- 徐大同，91岁，中国政治学家、法学家，天津师范大学资深教授。[133]
- 王汉儒，81岁，中国政治人物，中国人民政治协商会议新疆维吾尔自治区第八届委员会副主席。[134]
- 温贝托·阿尔瓦雷斯（西班牙語：Humberto Álvarez），89岁，哥伦比亚足球运动员。[135]

### 8日
- 李思德，94歲，天主教天津教區正權主教。[136]
- 赵维绥，70岁，中国政治人物，曾任文化部副部长、党组成员。[137][138]
- 王可富，92歲，台灣律師，曾任國際特赦組織人權律師。[139]
- 安德烈·馬托斯（葡萄牙語：André Matos），47歲，巴西樂團主唱、編曲、鍵盤手，曾參與樂團《Viper》、《Angra》、《Virgo》、《Shaman》、《Symfonia》，死於心臟病。[140]

### 7日
- 内洛·戈韦尔纳托（義大利語：Nello Governato），80岁，意大利足球运动员。[141]

### 6日
- 刘德元，103岁，老红军，甘肃省军区原政治部主任。[142]
- 谢纯孝，74岁，中国政治人物，曾任重庆万州区政协副主席。[143]
- 张培田，85岁，中国法官，曾任黄山市中级人民法院党组书记、院长。[144]
- 約翰博士（英语：Dr. John）（本名），77歲，美國歌手、作曲家。[145]
- 田邊聖子（日语：田辺聖子），91歲，日本作家，死於膽管炎。[146]
- 周泉泉，46歲，中央广播电视总台社会与法频道《夜线》栏目副制片人[147]

### 5日
- 惠轶，42岁，中国金融人物，比特易联合创始人，自杀。[148]
- 陳廷軒，48歲，香港男配音員。[149]
- 张绍槐，88岁，中国学者，原西南石油学院院长、教授。[150]
- 赵春明，93岁，中国政治人物，重庆市住房城乡建委原副主任。[151]
- 夏求明，94岁，中国胸心外科专家，哈尔滨医科大学终身教授。[152]
- 范银柱，98岁，中国军事人物，原成都军区司令部工程兵部副部长。[153]
- 埃里奥·斯格雷恰（義大利語：Elio Sgreccia），90岁，意大利生物倫理學家、天主教樞機主教。[154]

### 4日
- 赵志勇，49歲，中国死刑犯，因长期性侵多名幼女被判处死刑[155]。
- 石湾，78岁，中国编辑，中国诗歌学会常务理事、中国作家协会会员。[156]
- 蔡仁厚，89岁，台湾哲學家，新儒家代表人物、东海大学荣誉教授。[157]
- 伦纳特·约翰松，89岁，瑞典体育官员，欧足联前主席（1990年－2007年）。[158]
- 梁尚敏，90岁，中国财政经济学家，中南财经政法大学教授。[159]
- 石坂照子（日語：石坂 照子），92歲，日本科學家、醫學家、免疫學家，死於肺炎。[160]
- 周清臣，94岁，中国政治人物，原重庆钢铁工业学校校长。[161]
- 比利·加博尔（英語：Billy Gabor），97岁，美国篮球运动员。[162]

### 3日
- 汤定元，99岁，中国物理学家，中国科学院上海技术物理研究所研究员，中国科学院院士。[163]
- 傅藻生，88岁，中国金融人物，中国人民银行江西省分行原总会计师。[164]
- 张国栋，99岁，中国老红军、政治人物，新疆维吾尔自治区巴音郭楞蒙古自治州党委原副书记。[165]
- 賀一航（本名曾新民），64歲，台灣電視節目主持人。死於大腸癌引發多重器官衰竭。[166]
- 邓健基，74岁，马来西亚保龄球总会前秘书。[167]
- 尤里察·耶尔科维奇，69岁，克罗地亚足球运动员。[168]
- 斯坦尼斯瓦夫·弗鲁布莱夫斯基（波蘭語：Stanisław Wróblewski），59岁，波兰摔跤运动员。[169]
- 居伊·弗朗索瓦（法語：Guy François），71岁，海地足球运动员。[170]

### 2日
- 李兆基，69歲，香港演員。死於肝癌。[171]
- 宫志峰，69岁，中国政治人物，曾任山东师范大学党委书记。[172]
- 沈健，64岁，中国政治人物，曾任南京市政协原主席（2013年－2018年），服毒自杀。[173]
- 谢小麟，57岁，中国政治人物，广西北海市政协副主席，民建北海市委会主任委员。[174]
- 德巴克·奧巴雷（英語：Deepak Obhra），69歲，加拿大亞伯達省卡加利國會議員，死於癌症（第四期）。[175]

### 1日
- 韓光渭，89歲，中華民國海軍退役少將、中央研究院第18屆工程科學組院士，曾主導中科院雄風飛彈計畫。[176]
- 霍德明，63歲，中華民國金融學者，曾任國立政治大學金融系教授，後於北京大學任教。[177]
- 李深靜（英語：Lee Shin Cheng），79歲，馬來西亞商人，IOI集團創辦人。[178]
- 江靜娜，20歲，中國模特兒。[179]
- 王克，93岁，中国军事人物，原中国人民解放军66军副政治委员。[180]
- 米榭·塞荷（法語：Michel Serres），88歲，法國哲學家和作家。[181]
- 何塞·安东尼奥·雷耶斯（西班牙語：José Antonio Reyes），35岁，西班牙足球运动员，死於车祸。[182]
- 尼古拉·迪内夫，65岁，保加利亚摔跤运动员。[183]